# NGC 1595
NGC 1595 è una galassia ellittica situata nella costellazione del Bulino, a una distanza di circa 231 milioni di anni luce dalla nostra Via Lattea.

## Scoperta
La galassia è stata scoperta il 3 dicembre 1837 dall'astronomo britannico John Herschel.

## Gruppo della Caraffa
NGC 1595 fa parte del Gruppo della Caraffa. Il piccolo raggruppamento è costituito da tre galassie che hanno una simile velocità di recessione e di conseguenza si trovano a una distanza similare dalla nostra Via Lattea. I membri del gruppo sono PGC 15172 (detta "galassia Caraffa"), NGC 1595 e NGC 1598.